# Norbert Wallez
Abbé Norbert Wallez, född 19 oktober 1882 i Hacquegnies i Hainaut i Belgien, död 24 september 1952 i Namur i Belgien, var den omtvistade och färgstarke chefredaktören på den i Belgien utgivna katolska tidningen "Le XXème Siècle". Wallez är främst ihågkommen för sitt samarbete med Tintins skapare, Georges Remi, som är mer känd under sin pseudonym Hergé. Abbé Wallez hade högersympatier och lär ha styrt sin redaktion med järnhand, men var också enligt Hergé den person som först uppmuntrade honom att utvecklas, studera och komma underfund med vad han skulle göra med sitt liv.
Någon gång under 1928 kom abbé Wallez på idén att ge ut en barnbilaga till Le XXème Siècle, den numera smått legendariska "Le Petit Vingtième", och gav den då ganska oerfarne Hergé huvudansvaret för den.
Enligt en intervju med Hergé är också Abbé Wallez mannen som vägrade att ge upp sin vision om att låta skicka iväg Tintin till den stora belgiska kolonin Kongo, något som Hergé till slut mycket motvilligt gick med på. Resultatet av denna kontrovers, "Tintin i Kongo" från 1930, gav upphov till en mängd hätska och upprörda debatter med frågeställningar om rasism och kolonialismens värderingar som pågår än i dag.